# Eva Landén
Eva Margareta Landén, född 20 april 1965 i Fagersta, är en svensk företagsledare och sedan 2012 vd för fastighetsbolaget Corem.
Efter avslutade civilekonomstudier i Uppsala började Landén på Price Waterhouse som revisor och stannade där i tolv år. Hon arbetade sedan som ekonomichef på Bonnier Fastigheter i åtta år innan hon kom till Corem 2008. Där var hon företagets finanschef innan hon tillträdde som vd i januari 2012.